# Dlouhopolsko (národní přírodní památka)
Národní přírodní památka Dlouhopolsko se nachází ve východní části Středočeského kraje zhruba čtrnáct kilometrů od Poděbrad a rozkládá se na katastrálních územích obcí Dlouhopolsko a Kněžičky. Chráněné území je součástí ptačí oblasti Žehuňský rybník – Obora Kněžičky a evropsky významné lokality (EVL) Žehuňsko soustavy Natura 2000. O oblast pečuje Správa CHKO Kokořínsko – Máchův kraj.

Poloha a tvar NPP Dlouhopolsko

Národní přírodní památka (NPP) Dlouhopolsko byla vyhlášena v roce 2014 na rozloze 21,7 hektarů za účelem ochrany lesních porostů tvořených společenstvy teplomilných doubrav, trvalých travních porostů tvořených společenstvy slatinných luk, bezkolencových luk a ostřicových porostů, dále za účelem ochrany vzácných a ohrožených druhů rostlin a živočichů včetně jejich biotopů.

## Lokalita
NPP Dlouhopolsko se nachází ve východním okraji Středočeského kraje v okrese Nymburk jihovýchodně od obce Dlouhopolsko. Dvě třetiny chráněného území zaujímají litorální (tj. zaplavené nebo občas zaplavené pobřežní pásmo rybníka) a epilitorální (tj. nezaplavené pobřežní pásmo rybníka s vysokou hladinou spodní vody) porosty v přítokové části Dlouhopolského rybníka, zbylou jednu třetinu tvoří les a louky. Samotný Dlouhopolský rybník je v pořadí druhý v soustavě čtyř rybníků u obce Dlouhopolsko (zbylými třemi rybníky jsou Kopičácký rybník, Králík a Nouze) a je z nich zároveň největší. Rybník byl v šedesátých letech 20. století odbahněn. Sediment byl vyhrnut na okraj rybníka, kde nyní tvoří valy porostlé rákosinou, křovinami a stromy. Rybníky dlouhopolské rybniční soustavy jsou napájeny Dlouhopolským potokem pramenícím ve veřejnosti běžně nepřístupné Oboře Kněžičky (Žehuňská obora) spravované šlechtickým rodem Kinských. NPP je součástí honitby Stará Báň.

## Předmět ochrany
V biologicky pestrém území NPP Dlouhopolsko jsou chráněny čtyři ekosystémy (na fotografiích níže jsou ukázky těchto ekosystémů přímo z lokality NPP).
Pětinu rozlohy chráněného území zaujímají bazifilní bezkolencové louky asociace Molinietum caeruleae, pro které jsou charakteristické druhově bohaté luční porosty s dominantním bezkolencem modrým (Molinia caerulea) a také hojné zastoupení dalších travin.
Druhý nejvyšší podíl na rozloze NPP zaujímají teplomilné doubravy s druhy bezkolencových luk asociace Melico pictae-Quercetum roboris tj. světlejší dubové porosty s dubem letním (Quercus robur) a podrostem strdivky zbarvené (Melica picta). Stáří dubových porostů je okolo 150 let. Bylinné patro je druhově bohaté. Asociace je v reprezentativní formě vyvinuta v přibližně padesátimetrovém pásu podél lesního okraje.
Třetím chráněným ekosystém jsou v NPP vegetace vysokých ostřic v litorálu eutrofních vod svazu Magno-Caricion gracilis, který je tvořen druhově poměrně chudými společenstvy, kde jsou největší dominantou ostřice dvouřadá (Carex disticha) a ostřice štíhlá (Carex acuta). Vegetace vysokých ostřic je v NPP vyvinuta v litorálu Dlouhopolského rybníka na přechodu mezi rákosinami a slatiništi. Jedná se o druhově poměrně chudá společenstva. Zdejší ekosystém je ohrožen expanzí rákosu obecného (Phragmites australis).
Z chráněných ekosystémů zaujímají nejmenší podíl na rozloze NPP vápnitá slatiniště svazu Caricion davallianae neboli slatiniště s ostřicí Davallovou (Carex davalliana). Dominantou zdejších porostů je zpravidla pěchava slatinná (Sesleria uliginosa). Tato vegetace je vyvinuta pouze v litorálu Dlouhopolského rybníka jako několik metrů široký pás na přechodu ostřicových porostů a luk.

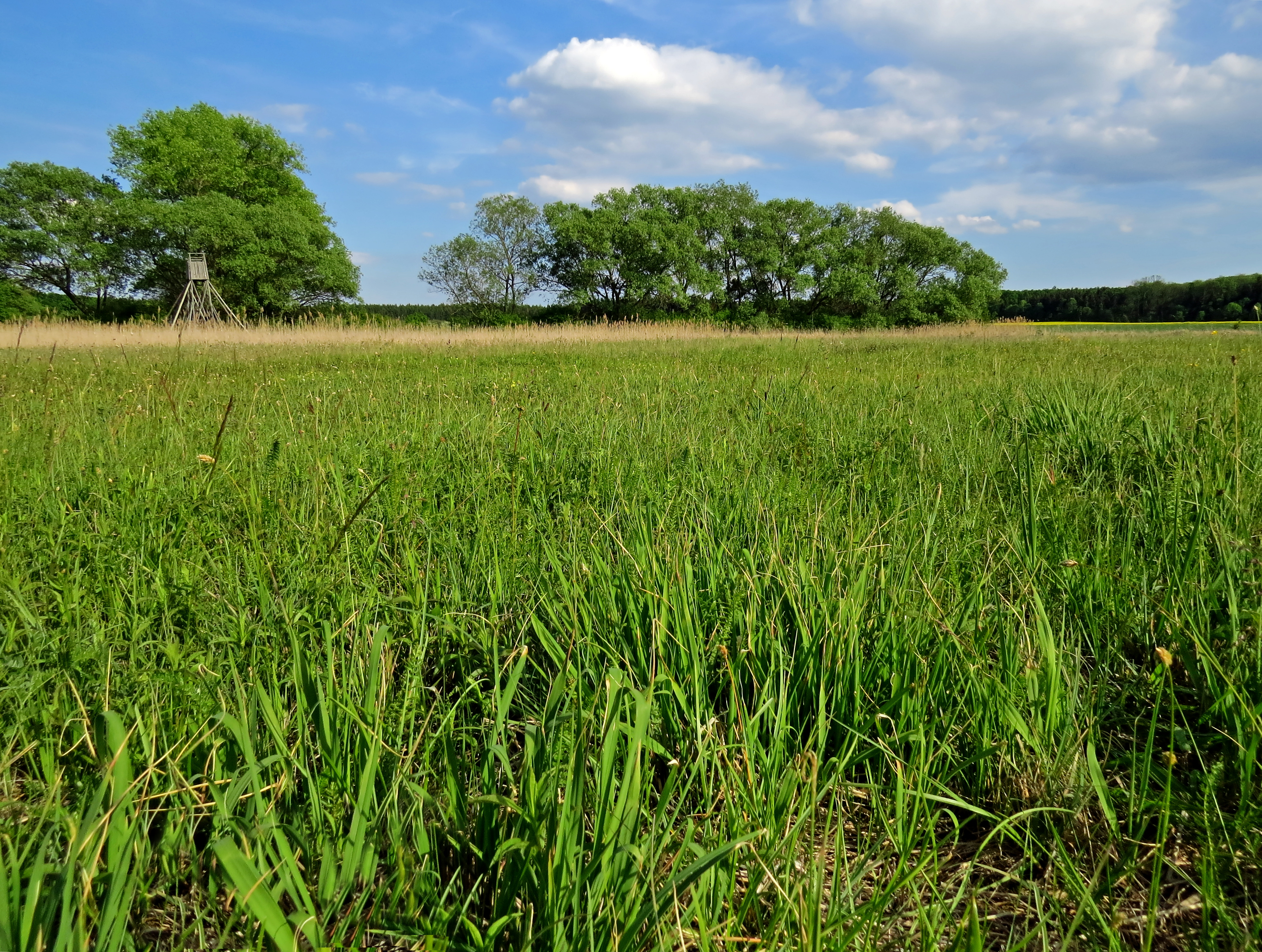
Bazifilní bezkolencové louky asociace Molinietum caeruleae
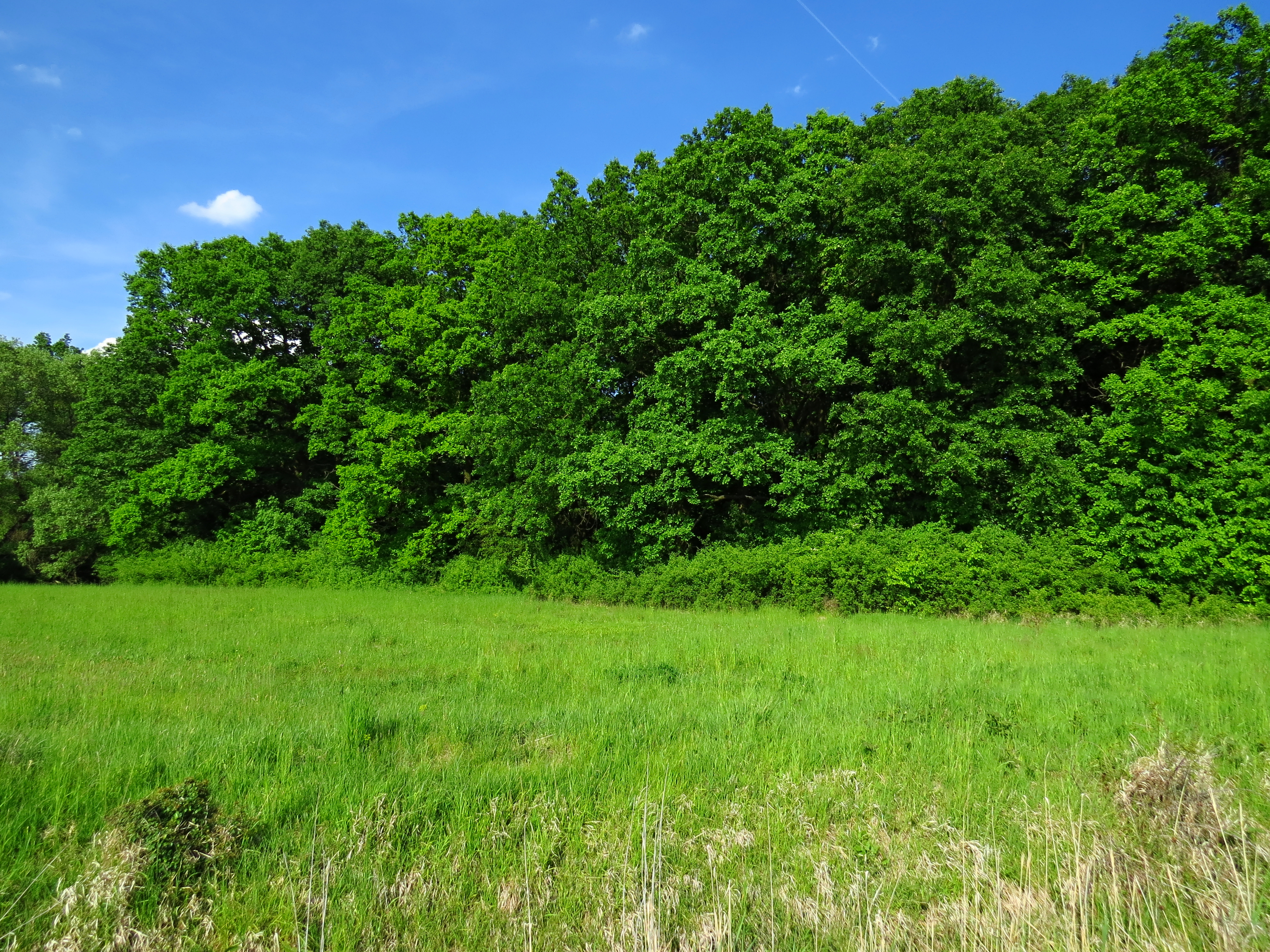
Teplomilné doubravy s druhy bezkolencových luk asociace Melico pictae-Quercetum roboris
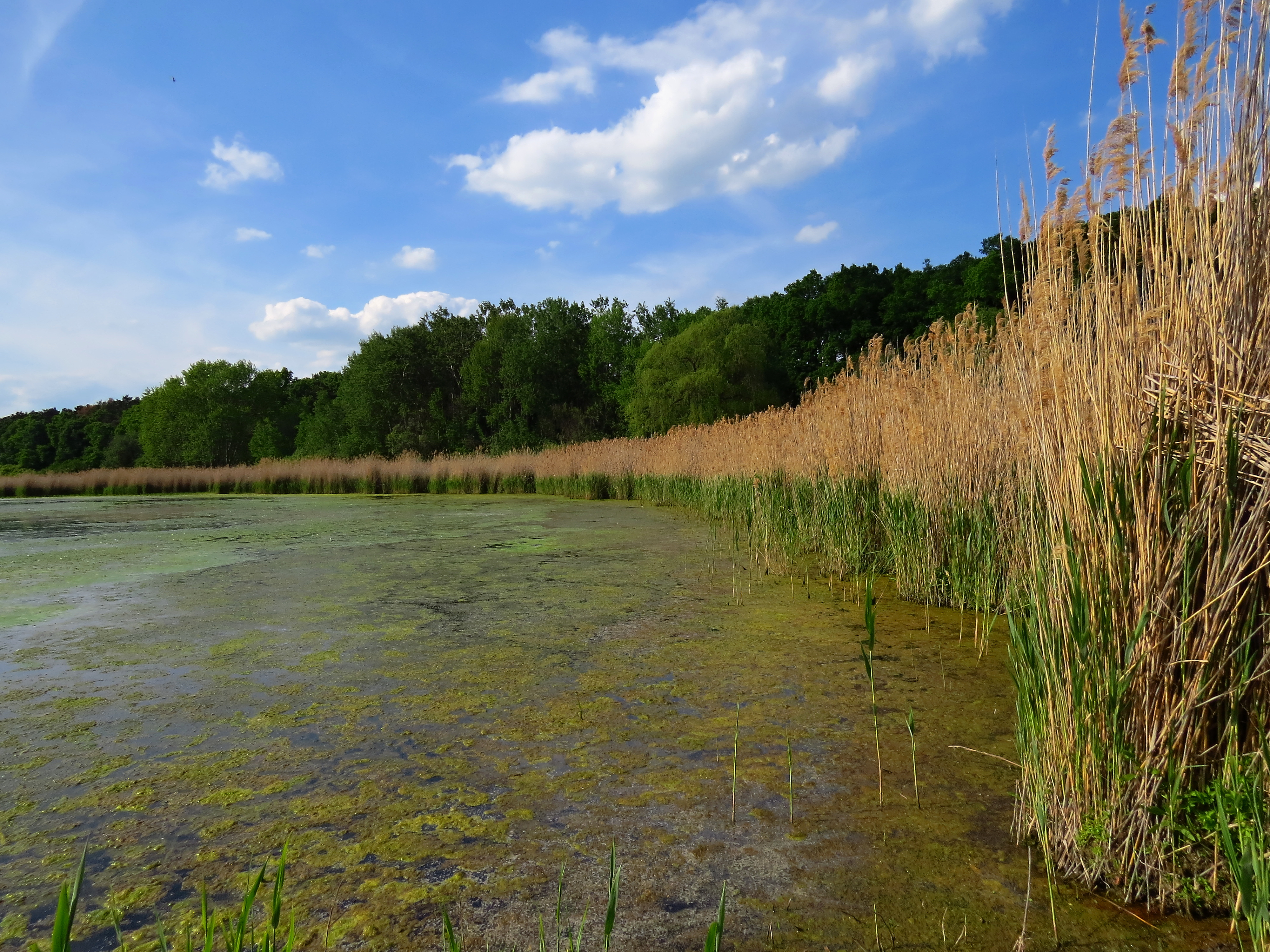
Vegetace vysokých ostřic v litorálu eutrofních vod svazu Magno-Caricion gracilis
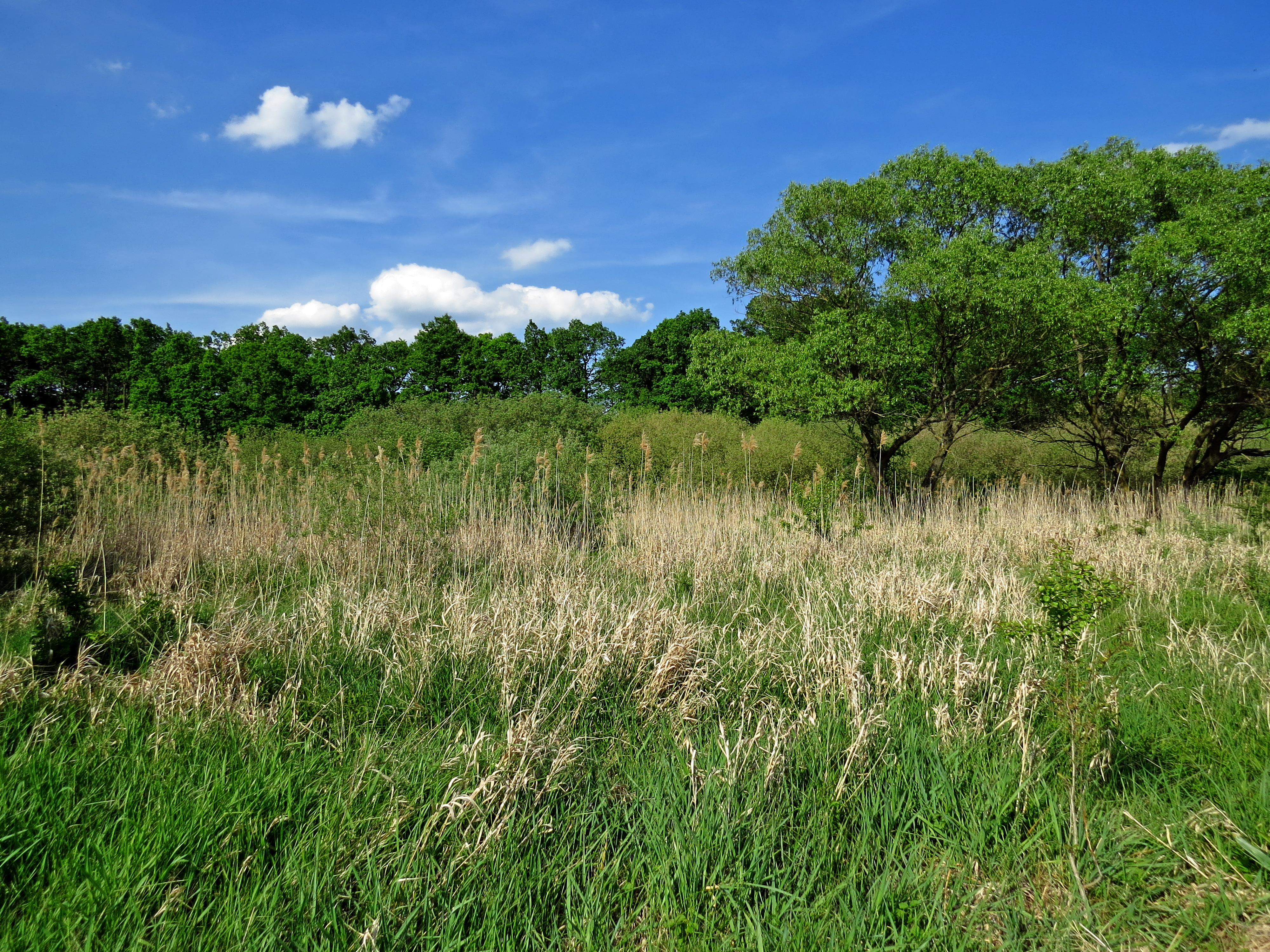
Vápnitá slatiniště svazu Caricion davallianae

Z živočišných a rostlinných druhů jsou hlavním předmětem ochrany roháč obecný (Lucanus cervus), pěchava slatinná (Sesleria uliginosa), hvozdík pyšný lesní (Dianthus superbus subsp. sylvestris), vrkoč útlý (Vertigo angustior) a vstavač bahenní (Orchis palustris).
Území NPP Dlouhopolsko rovněž spadá do soustavy chráněných území Natura 2000. Předmětem ochrany evropsky významné lokality Žehuňsko jsou přírodní stanoviště bezkolencových luk na vápnitých, rašelinných nebo hlinito-jílovitých půdách svazu Molinion caeruleae (tj. luční porosty s převládajícím bezkolencem rákosovitým a hojným zastoupením dalších travin), extenzivně sečených luk (1 až 2 seče ročně) nížin až podhůří svazu Arrhenatherion a Brachypodio-Centaureion nemoralis (tj. louky nížin a pahorkatin s dominantním ovsíkem vyvýšeným), zásaditých slatinišť (tj. slatiniště s ostřicí Davallovou a suchopýry po celý rok zásobovaná vodou bohatou na vápník) a středoevropské bazifilní teplomilné doubravy (tj. porosty s dubem letním nebo zimním se slabě vyvinutým keřovým patrem). Z bezobratlých živočichů jsou v EVL Žehuňsko chráněny druhy roháč obecný (Lucanus cervus) a vrkoč útlý (Vertigo angustior). Ptačí oblast Žehuňský rybník – Obora Kněžičky byla zřízena na ochranu silně ohroženého bukáčka malého (Ixobrychus minutus), jedná se o jednu z nejvýznamnějších lokalit výskytu tohoto ptačího druhu v ČR.
Přírodovědecky cenná památka není jediným maloplošně zvláště chráněným územím v této lokalitě. V blízkém okolí se nachází další mimořádně hodnotná území z hlediska ochrany přírody, kam lze zařadit národní přírodní rezervaci Kněžičky, národní přírodní památku Žehuňský rybník, národní přírodní památku Kopičácký rybník, přírodní památku Žehuňsko – Báň (do roku 2016 chráněno jako PP Báň a nově vyhlášenou přírodní památku Čihadelské rybníky.

## Přírodní poměry
Reliéf území je plochý s mírným spádem směrem k Dlouhopolskému rybníku. Nadmořská výška se pohybuje mezi 227 a 235 metry. Území geomorfologicky spadá do celku Středolabské tabule, podcelku Mrlinské tabule, okrsku Královéměstecké tabule. Geologický podklad tvoří silicifikované (s oxidem křemičitým) vápnité jílovce, slínovce svrchní křídy, holocenní hlíny a písky. Půdním typem jsou kambizemě. Území náleží do teplé klimatické oblasti.

### Flóra

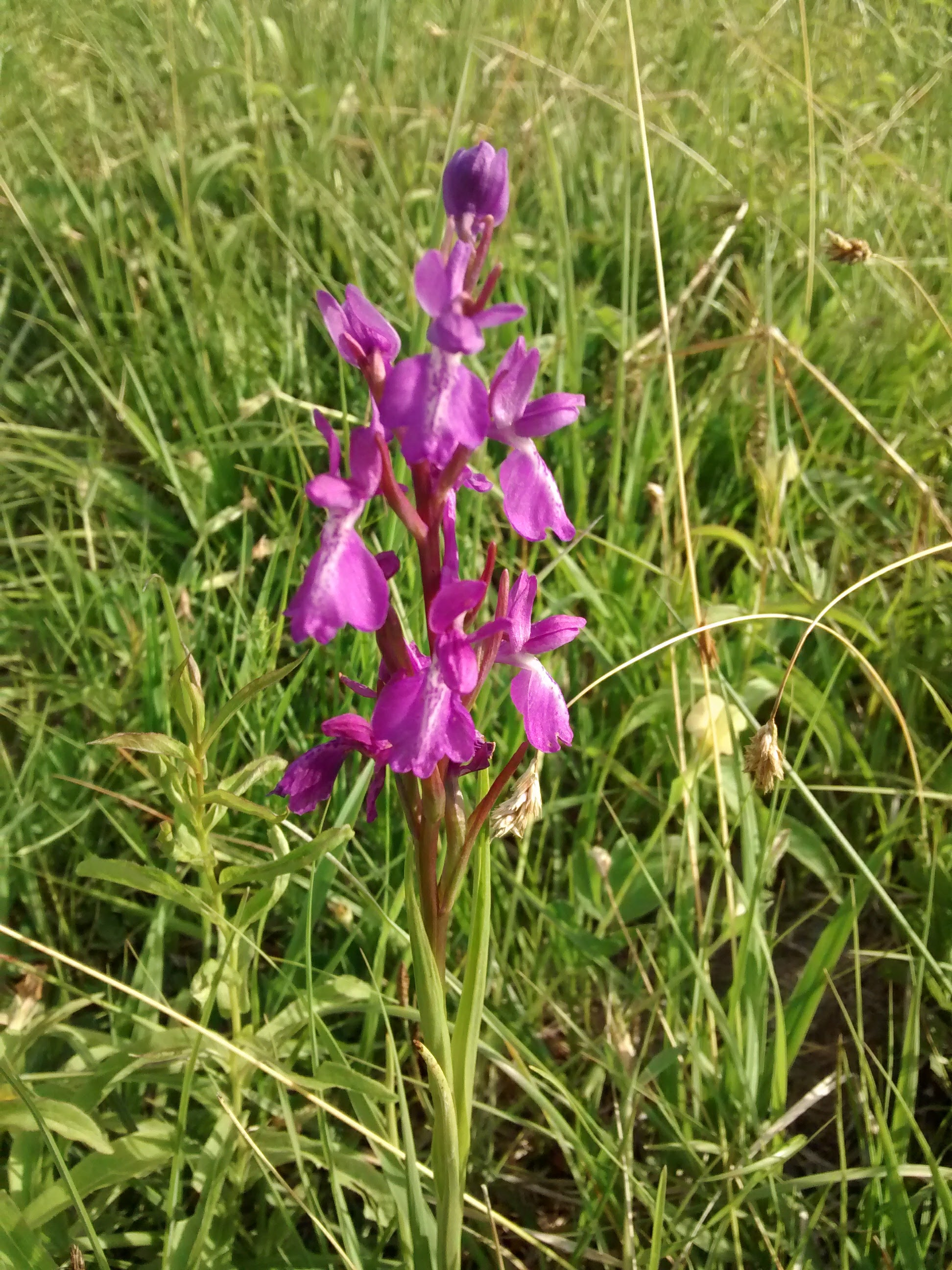
Kriticky ohrožený vstavač bahenní (Orchis palustris) na lokalitě

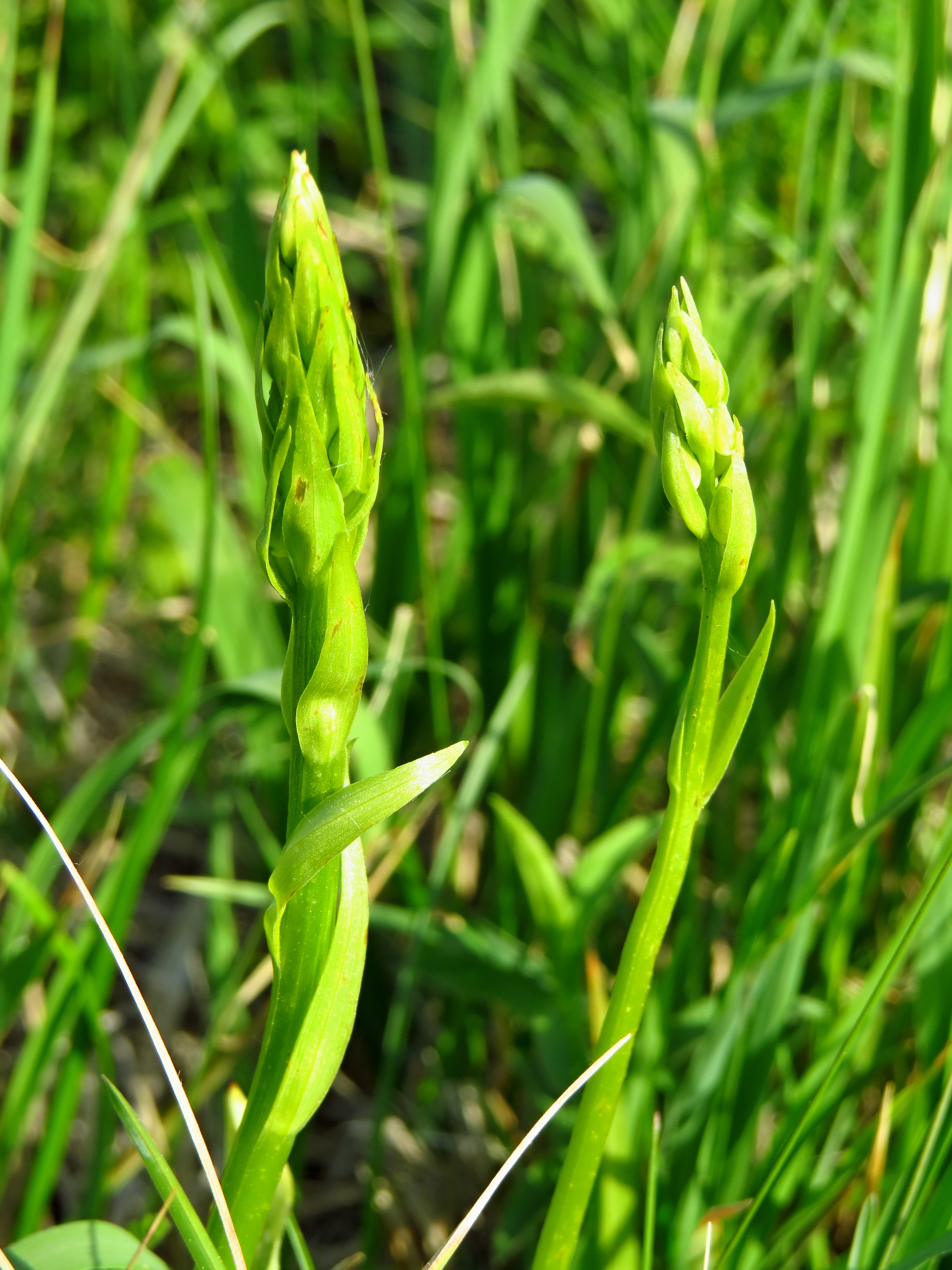
Ohrožený vemeník dvoulistý (Platanthera bifolia) na lokalitě – před květem

NPP Dlouhopolsko se vyznačuje botanicky výjimečně hodnotnými společenstvy. Území fytogeograficky náleží do fytogeografického obvodu Českého termofytika (Thermobohemicum), konkrétně do fytogeografického okresu Rožďalovická pahorkatina a podokresu 13a. Rožďalovická tabule. Inventarizační průzkum cévnatých rostlin v území proběhl naposledy v roce 2012.
Z kriticky ohrožených rostlin lze jmenovat pěchavu slatinnou (Sesleria uliginosa), violku vyvýšenou (Viola elatior) a vstavač bahenní (Orchis palustris). Silně ohroženými druhy v lokalitě jsou česnek hranatý (Allium angulosum), hořec hořepník (Gentiana pneumonanthe), hořeček nahořklý pravý (Gentianella amarella subsp. amarella), hvozdík pyšný lesní (Dianthus superbus subsp. sylvestris), ostřice Hostova (Carex hostiana), ožanka čpavá (Teucrium scordium), šišák hrálovitý (Scutellaria hastifolia), violka nízká (Viola pumila) a vstavač kukačka (Orchis morio). Za zmínku stojí i ohrožené druhy, kterými jsou dub pýřitý (Quercus pubescens), hadí jazyk obecný (Ophioglossum vulgatum), kozinec dánský (Astragalus danicus), okrotice bílá (Cephalanthera damasonium), ostřice blešní (Carex pulicaris), ostřice Davallova (Carex davalliana), ledenec přímořský (Tetragonolobus maritimus), prstnatec májový (Dactylorhiza majalis), vemeník dvoulistý (Platanthera bifolia) a 4 druhy bahenních pampelišek (Taraxacum sect. Palustria).

### Fauna
Území je velmi hodnotné i z hlediska zoologického, a to zejména malakologického a ornitologického. Poslední inventarizační zoologické průzkumy proběhly v letech 2012 a 2013. Šlo o průzkumy vodních brouků (Coleoptera), letounů (Chiroptera), saproxylických brouků (tj. brouků vázaných na mrtvé dřevo) a fytofágních brouků (tj. brouků živících se pouze rostlinnou potravou). Prozkoumány jsou lépe luční části území, průzkum v lesních porostech zatím nebyl detailně proveden.
Kriticky ohroženými živočichy v území jsou pouze ptáci. Byly zde zjištěny druhy bukač velký (Botaurus stellaris), bukáček malý (Ixobrychus minutus), strnad luční (Miliaria calandra) a v ČR mimořádně vzácný chřástal malý (Porzana parva). Silně ohroženými druhy vyskytujícími se v území jsou chřástal polní (Crex crex), chřástal vodní (Rallus aquaticus), ještěrka obecná (Lacerta agilis), konipas luční (Motacilla flava), křepelka polní (Coturnix coturnix), rákosník velký (Acrocephalus arundinaceus), skokan zelený (Rana esculenta synklepton), slavík modráček (Luscinia svecica) a slepýš křehký (Anguis fragilis). Nechybí ani zástupci ohrožených druhů, kterými zde jsou cvrčilka slavíková (Locustella luscinioides), moták pochop (Circus aeruginosus), roháč obecný (Lucanus cervus), ropucha obecná (Bufo bufo), slavík obecný (Luscinia megarhynchos), ťuhýk obecný (Lanius collurio) či užovka obojková (Natrix natrix).
V roce 2012 byl v NPP Dlouhopolsko prokázán výskyt až 7 druhů letounů (Chiroptera) včetně hojně se zde vyskytujících netopýrů vodních (Myotis daubentonii) a netopýrů rezavých (Nyctalus noctula). Území NPP je významné především jako loviště, nebyl nalezen žádný hromadný úkryt. Inventarizační průzkum saproxylických brouků prokázal výskyt 50 druhů charakteristických pro zbytky sadů, jejíchž fragmenty se zde dochovaly, a pro přirozené vrbiny v dosahu břehu Dlouhopolského rybníka. Za zmínku stojí objev v Česku vzácného a ohroženého zlatohlávka tmavého (Oxythyrea funesta) z čeledi vrubounovitých (Scarabaeidae). Území je rovněž bohaté i na fytofágní druhy brouků, kterých zde v roce 2013 bylo objeveno celkem 48. Za významné druhy pro danou lokalitu lze považovat reliktní druh zobonosky Auletobius sanguisorbae vázaný na krvavec toten (Sanguisorba officinalis), který je považován za indikátor zachovalých, druhově pestrých vlhkých luk. Za významný lze považovat i výskyt druhu dřebčíka Longitarsus minusculus vázaného na hluchavkovité (Lamiaceae) druhy rostlin, a jenž je zařazen v Červeném seznamu bezobratlých živočichů ČR mezi ohrožené.

## Turismus
Vzhledem k poměrně obtížné přístupnosti je území národní přírodní památky velmi řídce navštěvováno veřejností. Nevede sem žádná oficiální cesta, jádro území je přístupné pouze přes zemědělské pozemky nebo les, významnými bariérami jsou Dlouhopolský potok a další menší vodoteče včetně téměř neprostupných porostů rákosin. Vhodným výchozím bodem je buď lesní cesta nedaleko osady Na Kopičáku vedoucí od silnice I/11 až k severozápadní hranici Žehuňské obory, či polní cesta, jež vede od modré turistické značky a silnice II/328, a která je využívána především rybáři.

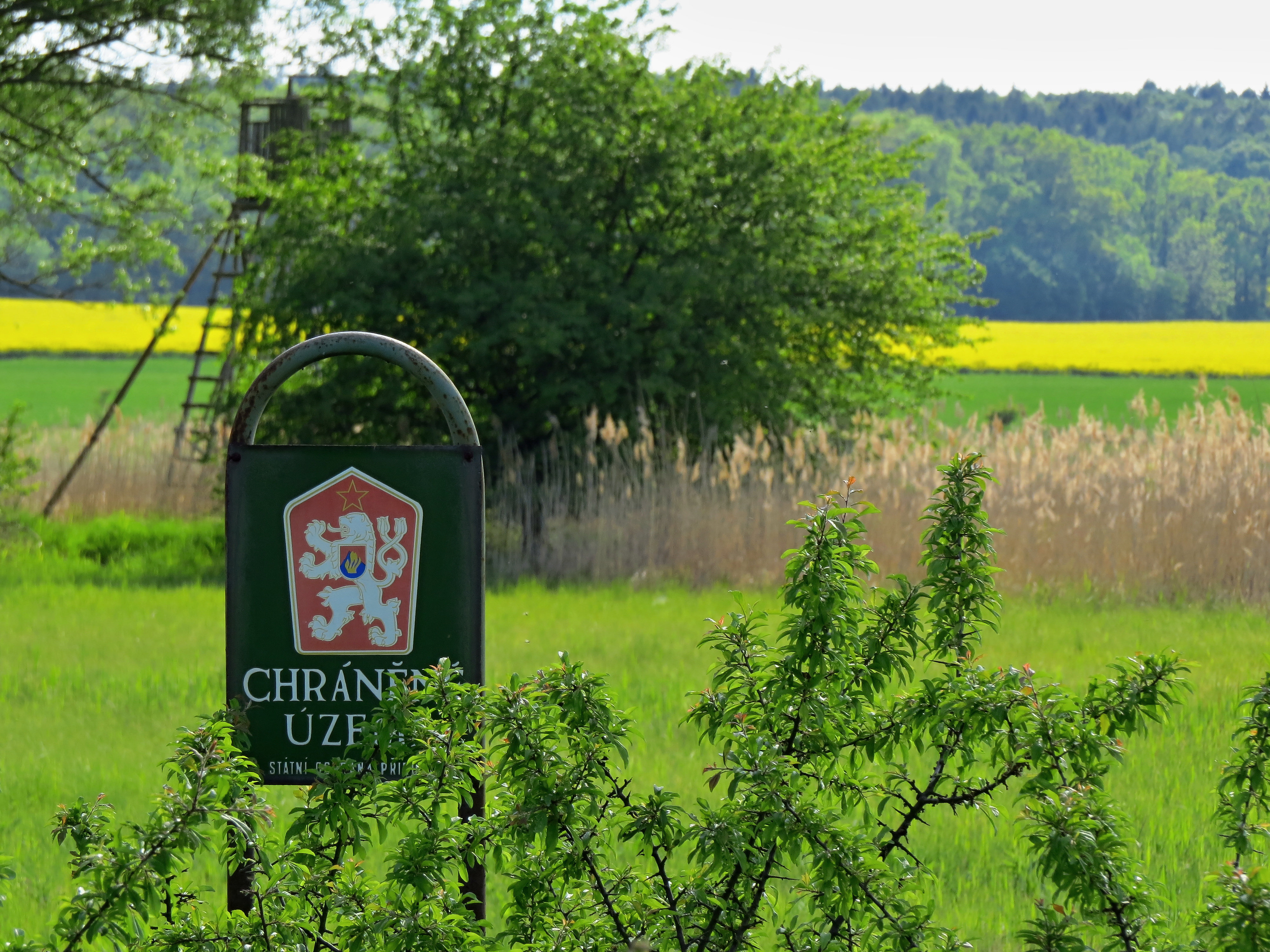
Státní znak ČSSR z let 1960–1990

Dle plánu péče však není území sportovně a rekreačně využíváno a jeho využití těmito způsoby není žádoucí. Není zde ani plánována instalace větších informačních tabulí. V blízké budoucnosti se počítá s instalací informačních tabulí umístěných na hraniční stojany se státním znakem, které by návštěvníky seznámily s předmětem ochrany, základními a bližšími ochrannými podmínkami území.
Zajímavostí v území je přítomnost hraničních stojanů se státním znakem Československé socialistické republiky (obrázek vpravo), tzn. stojanů umístěných před rokem 1990. Jedná se patrně o pozůstatek již neexistující státní a později národní přírodní rezervace Žehuňská obora a Žehuňský rybník z let 1948 až 2006, jejíž část zde zasahovala.

## Galerie

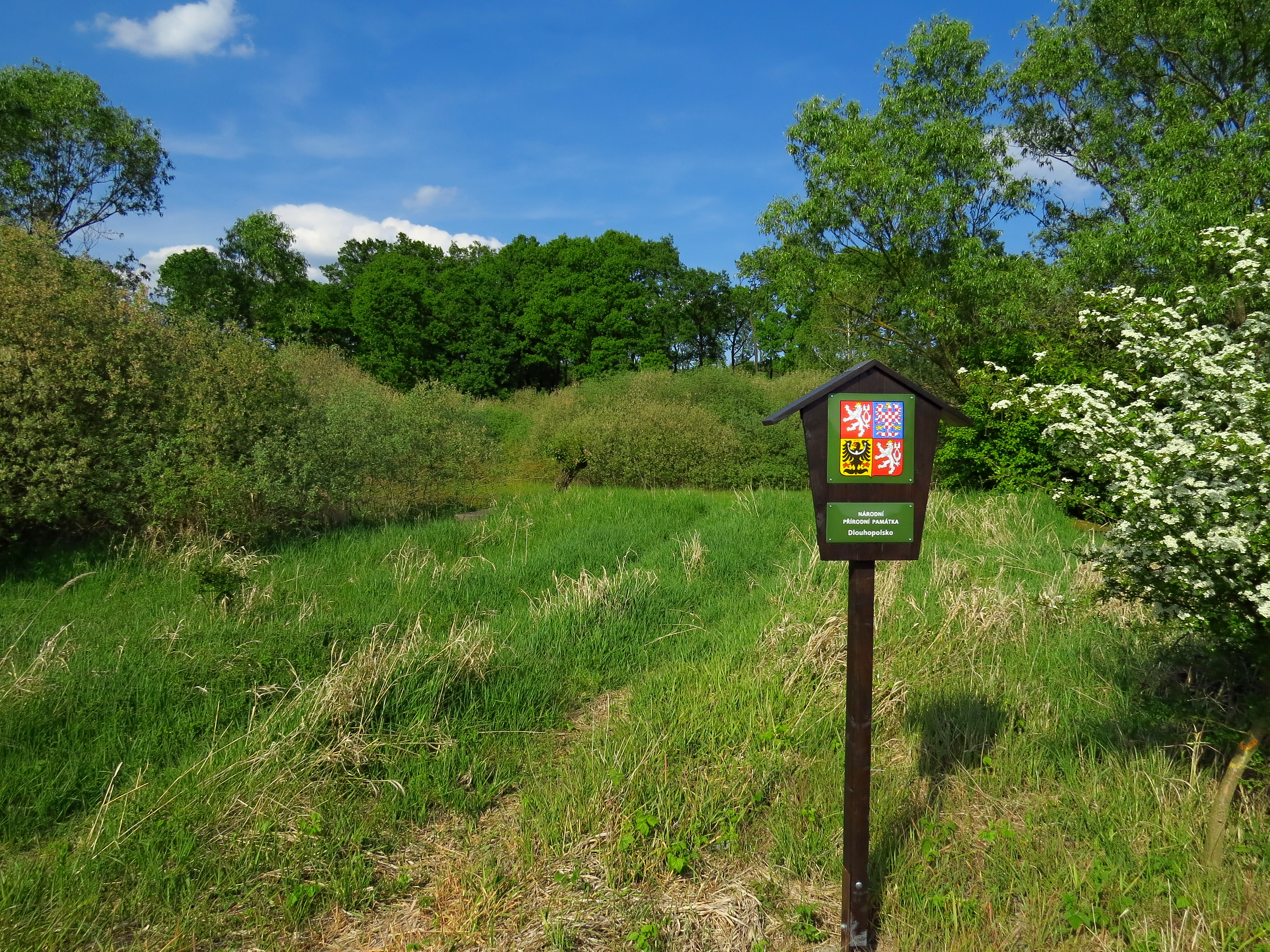
Hranice chráněného území
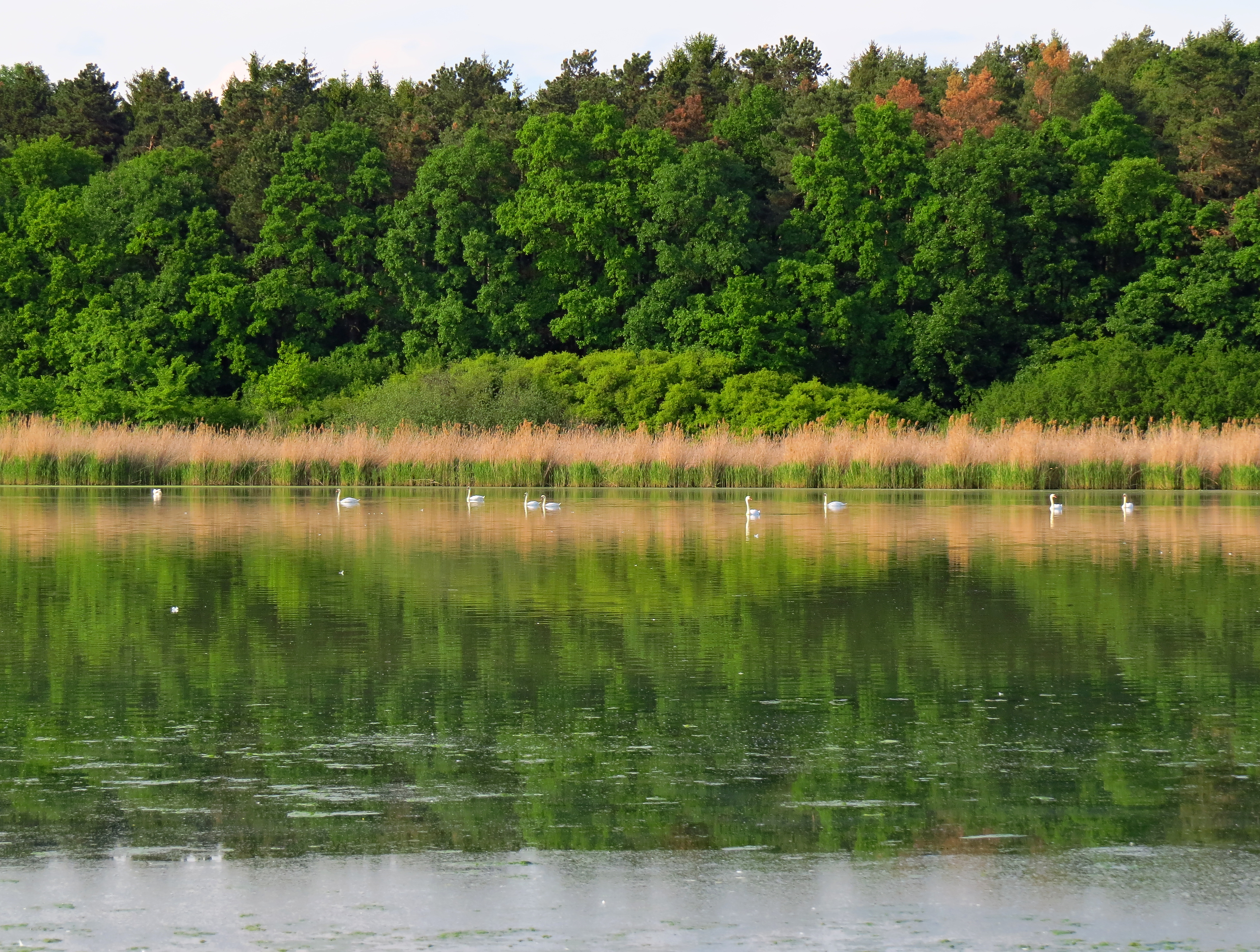
Dlouhopolský rybník s hejnem labutí velkých (Cygnus olor)
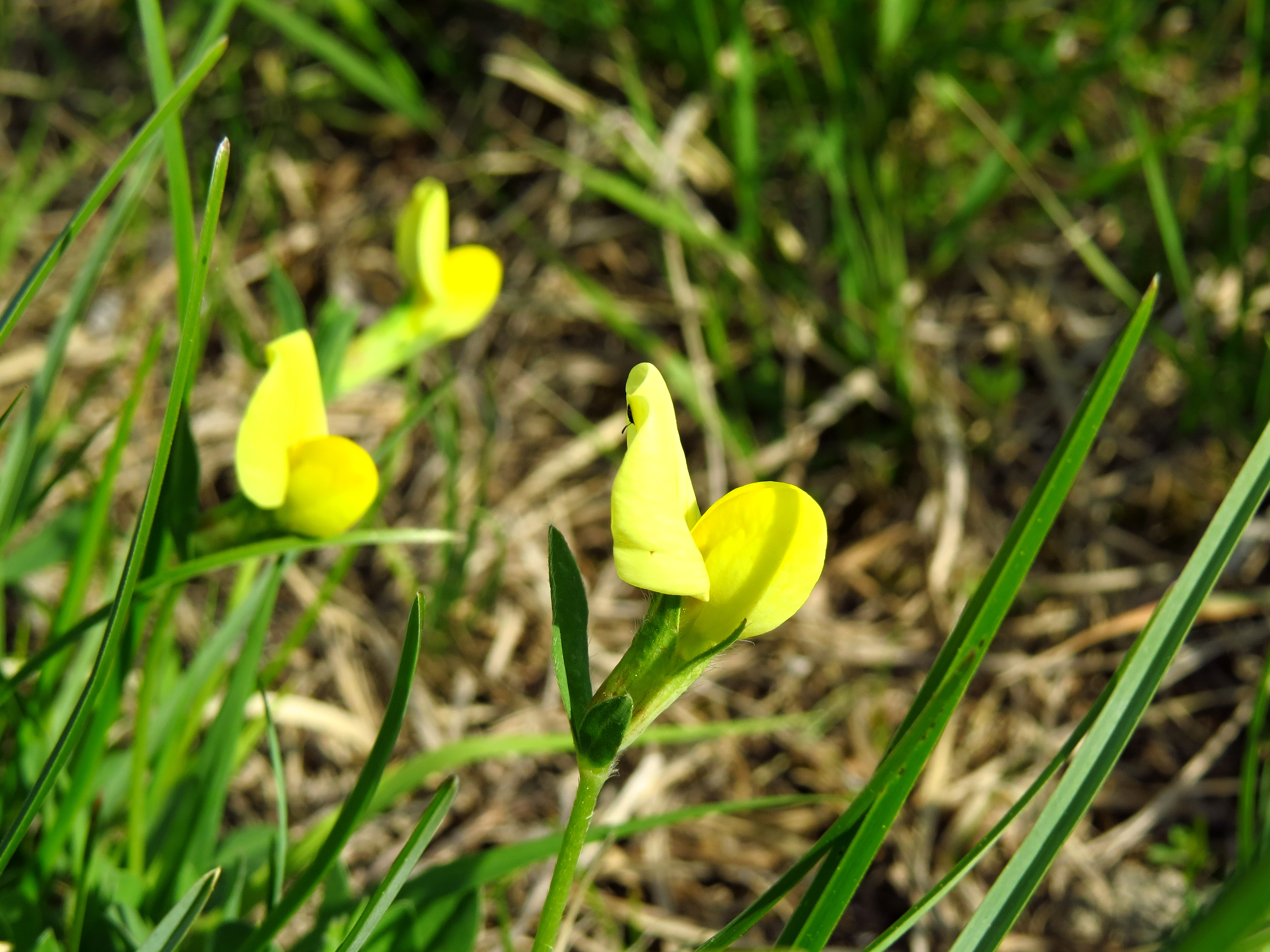
Ohrožený ledenec přímořský (Tetragonolobus maritimus)
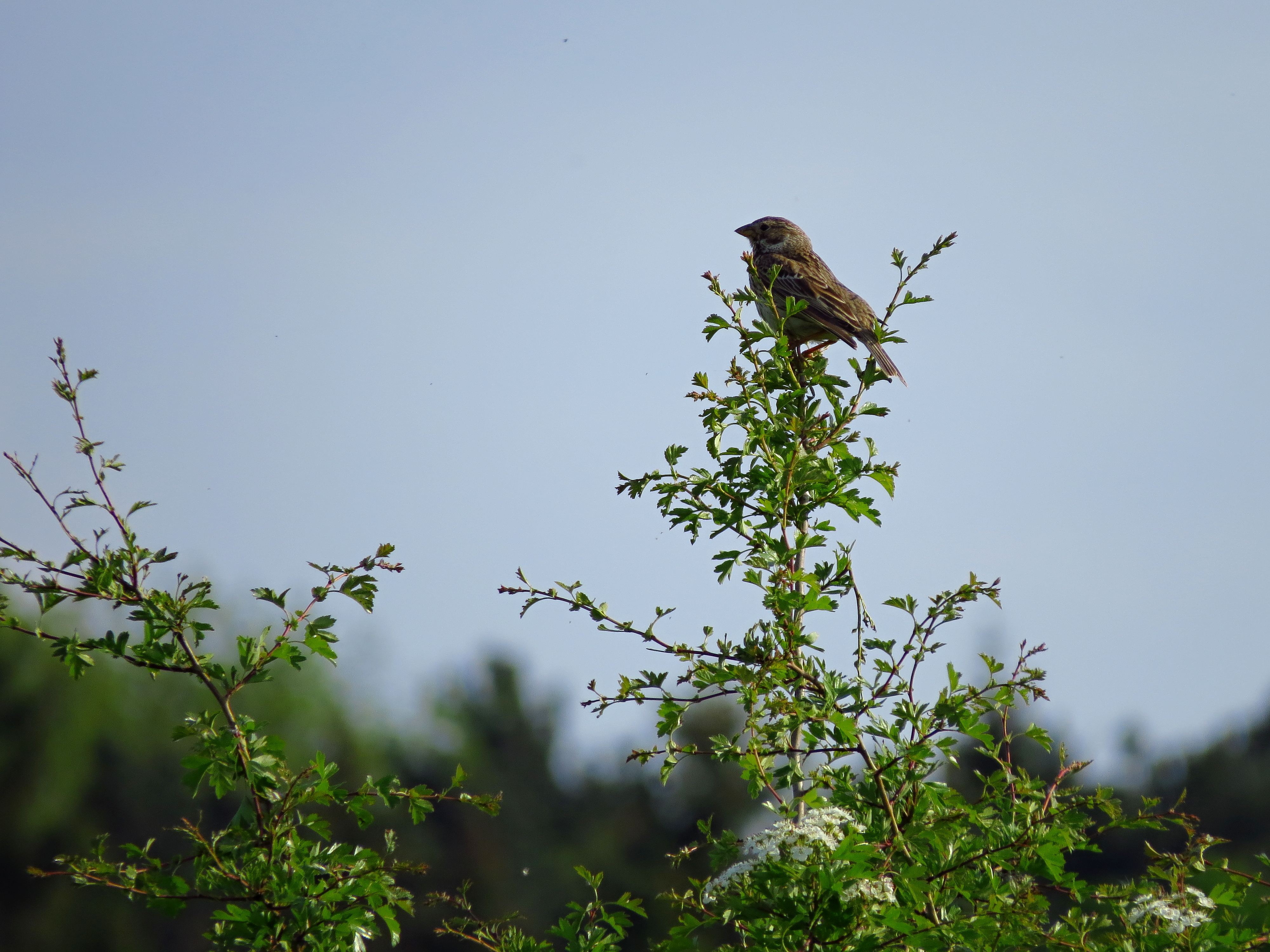
Kriticky ohrožený strnad luční (Miliaria calandra)
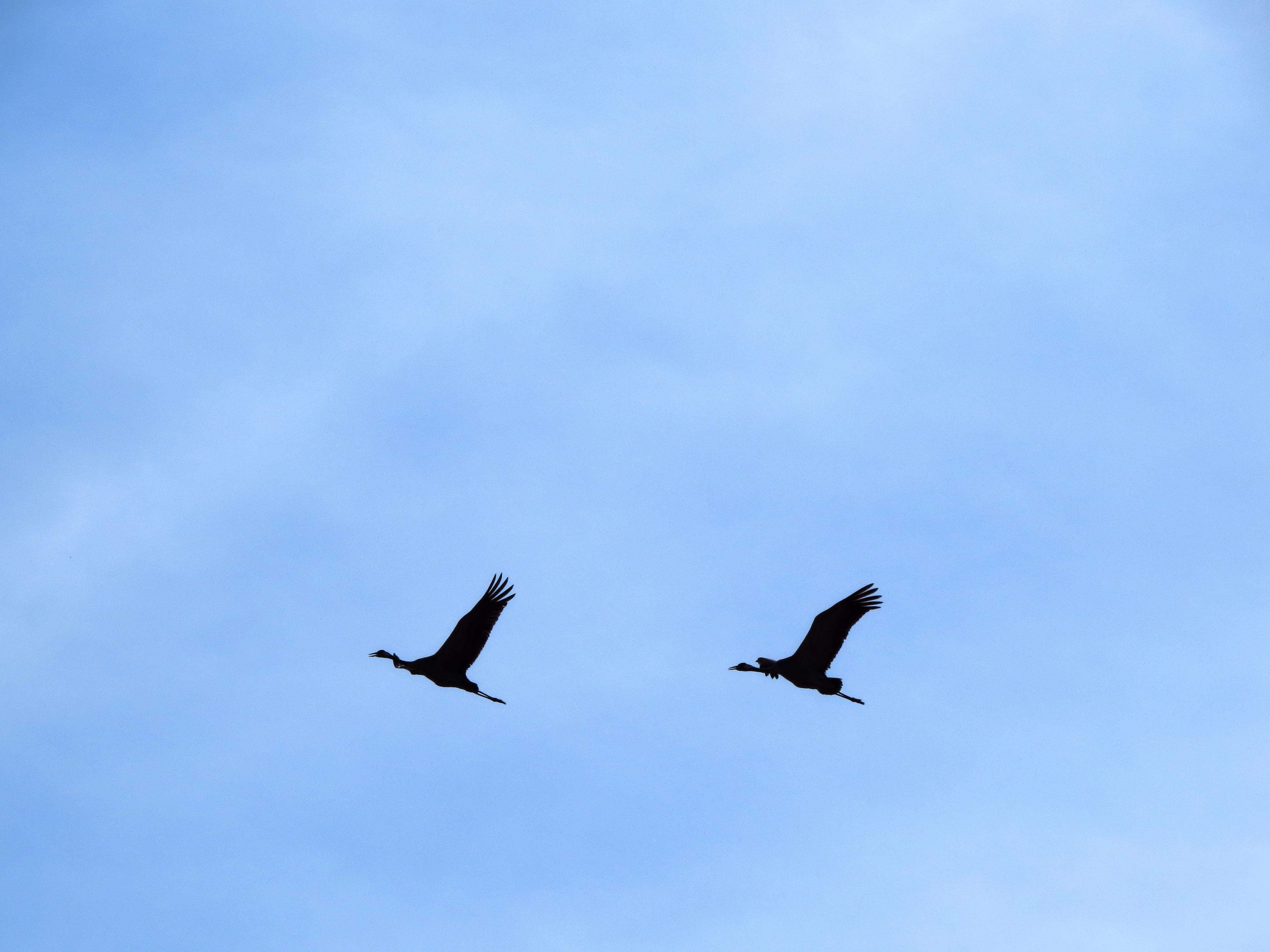
Dva jeřábi popelaví (Grus grus) za letu nad chráněným územím